# Miroslav Raichl
Miroslav Raichl (født 2. februar 1930 i Náchod, død 11. januar 1998 i Dvůr Králové nad Labem, Tjekkiet) var en tjekkisk komponist, lærer og fagforeningsmedarbejder.
Raichl studerede komposition hos Pavel Borkovec og Václav Dobiás på Academy of Performing Arts (1949-1956) i Prag. Han har skrevet 2 symfonier, orkesterværker, kammermusik, opera, vokalværker etc. Raichl underviste som lærer i komposition på Musikkonservatoriet i Prag (1965-1970), og var fagforbunds medarbejder i Det Tjekkiske Komponistforbund (1958-1962).

## Udvalgte værker
- Symfoni nr. 1 (1955) - for orkester
- Symfoni nr. 2 (1958-1960) - for orkester
- Sinfonietta nr. 1 (1976) - for kammerorkester
- Sinfonietta nr. 2 (1985) - for kammerorkester